# Generált σ-algebra
Egy Ω halmaz feletti A⊆P(Ω) halmazcsalád által generált σ-algebra az a (⊆ részhalmaz-relációra nézve) legszűkebb, Ω feletti σ-algebra, amely tartalmazza A minden tagját elemként. E fogalom igen jelentős a σ-algebrák elméletében, s ezáltal a valószínűségszámításban és mértékelméletben.

## Formális definíció
Egy Ω halmaz feletti G halmazcsalád által generált Ω feletti σ(G) σ-algebrának tehát a következő követelményeket kell teljesíteni:
1. σ(G) σ-algebra legyen;
2. G⊆σ(G)
3. Ha H⊆P(Ω) az Ω egy olyan halmazcsaládja, amelyre teljesül 1. és 2., akkor σ(G)⊆H

## A generált σ-algebrák létezése és konstrukciója

### A burok-előállítás
Tétel: Legyen Ω tetszőleges halmaz, és R⊆P(Ω) az Ω részhalmazainak egy családja! Ekkor létezik olyan Ω feletti σ(R) σ-algebra, amelynek R minden eleme a tagja; és amely a legszűkebb (legkisebb) a ⊆ relációra nézve; azaz bármely más, az R elemeit elemként tartalmazó σ-algebrának a részhalmaza.
Bizonyítás: Olyan σ-algebra, amely tartalmazza R elemeit, létezik, például a P(Ω) teljes σ-algebra. Az R összes elemét tartalmazó Ω feletti σ-algebrák D halmaza tehát nem üres. Ezért képezhetjük a halmazrendszer-metszetét, legyen ez ∩D. Ez is tartalmazni fogja az R összes elemét a konstrukciója folytán (egy halmazrendszer minden elemének részhalmaza a rendszer metszetének is részhalmaza). ∩D σ-algebra lesz. Minthogy halmazalgebrák családjának metszete, azért maga is halmazalgebra, elegendő csak azt belátni, hogy zárt a megszámlálható unióképzésre. Valóban, legyen tetszőleges halmazsorozata A0, A1, …, An, … ∈∩D, ekkor minden i∈N-re és minden S∈D-re A1∈S volt , ezért – lévén az S-ek σ-algebrák, unió-zártak tehát – {\displaystyle \bigcup _{i=0}^{\infty }A_{i}} eleme volt minden S-nek, tehát eleme lesz metszetüknek, ∩D-nek. Összefoglalva, ∩D egy megfelelő σ-algebra. Most már csak azt kell belátni, hogy a legszűkebb; ami szintén igaz, mert bármely, az R-t részhalmazként tartalmazó W σ-algebrának a részhalmaza lesz. Hiszen W∈D a D definíciója szerint (D épp az R-tartalmazó σ-algebrák halmaza), ezért érvényes ∩D = W∩(∩(D\{W})⊆W (vagyis D metszetét úgy állítottuk elő, hogy kivettük belőle W-t, képeztük a maradék rendszer metszetét, majd ezt metszettük W-vel), hiszen tetszőleges A,B halmazokra A∩B⊆A. ■ QED.

### A transzfinit konstrukció
Legyen Ω tetszőleges halmaz, és R⊆P(Ω) az Ω részhalmazainak egy családja! Legyen továbbá tetszőleges R⊆P(Ω) halmazcsalád esetén
| c(R) := {X∈P(Ω) \| Ω\X = R∈R};                            |
| u(R) := { Z∈P(Ω) \| (∃A∈P(P(Ω)) :( Z=∪(A) ∧ \|A\|≤χ0 ) }. |

Definiáljuk a következő halmazokat:
- σ0 := R;
- σ1(R) := {R}∪{c(R)} ∪ { u({R}∪{c(R)}) };

Vagyis ez utóbbi az R-ből és elemei komplementereiből összeunionálható összes halmaz halmaza. Hasonlóan:
- σ2(R) := {σ1(R)}∪{c(σ1(R))} ∪ { u({σ1(R)}∪{c(σ1(R))}) };

Továbbá, ha már definiáltuk σn(R)-t valamely n∈N természetes számra, akkor tovább a következőképp folytathatjuk:
- σn+1(R) := {σn(R)}∪{c(σn(R))} ∪ { u({σn(R)}∪{c(σn(R))}) };

Ha R maga nem véges, akkor az {\displaystyle {\mbox{ }}_{\sigma _{<\aleph _{0}}\left({\mathcal {R}}\right)\ :=\ \bigcup _{n=1}^{\infty }\sigma _{n}\left({\mathcal {R}}\right)}} halmaz elemeit (azaz {\displaystyle {\mbox{ }}_{\sigma _{<\aleph _{0}}\left({\mathcal {R}}\right)\ :=\ \bigcup _{n\in \mathbb {N} }\sigma _{n}\left({\mathcal {R}}\right)}}) általában nem a teljes R generálta σ-algebra, sőt általában maga nem is σ-algebra .
Hasonlóan folytathatjuk a konstrukciót tetszőleges rendszámra. Rákövetkező rendszámra az előzőleg konstruált σ-halmazt, ennek komplementereit tartalmazó rendszer unióját és ezen unió tagjai unióját képező rendszereket egyesítjük:
- σr+1(R) := {σr(R)}∪{c(σr(R))} ∪ { u({σr(R)}∪{c(σr(R))}) };

Valamely β limesz-rendszámhoz érvén, viszont először egyesítjük az összes addig konstruált (tehát kisebb rendszámokhoz tartozó) σ-halmazt:
- {\displaystyle \textstyle \sigma _{<\beta }\left({\mathcal {R}}\right)\ :=\ \bigcup _{\alpha \in {\mathcal {O}}[\beta ]}\sigma _{\alpha }\left({\mathcal {R}}\right)}

– ahol O[β] a β-nál szigorúan kisebb rendszámok halmaza (bár a rendszámok nem alkotnak halmazt, a kezdőszeletek igen) – és csak aztán egyesítjük az így kapott transzfinit uniót meg a komplementereinek halmazát meg az így kapott egyesítés elemeiből kapható egyesítések halmazát:
- σβ(R) := {σ<β(R)}∪{c(σ<β(R))} ∪ { u({σ<β(R)}∪{c(σ<β(R))}) };

A transzfinit indukció tétele biztosítja, hogy minden rendszámhoz egyértelműen tartozzon, jól definiált legyen egy-egy σ-halmaz. Ha van olyan rendszám, amelyhez olyan σ-halmaz tartozik, amely megegyezik a következő rendszámhoz tartozó σ-halmazzal, akkor van legkisebb ilyen r rendszám is. Nevezzük ezt „lezárási rendszámnak”. Ekkor σ(R) = σr(R), a konstrukció tkp. befejeződött.
Ilyen rendszám pedig mindenképp létezik. Ha nem, akkor az azt jelenti, hogy bármely q rendszámhoz tartozik egy olyan Sq∈σ(R) halmaz, ami egyetlen r-nél kisebb rendszámhoz tartozó σ-halmazban sincs benne. Valóban, egyrészt evidens, hogy ha r<q, akkor σr(R)⊆σq(R). Mármost a konstrukciót csak akkor van értelme folytatni, ha valódi tartalmazás is fennáll, hiszen ellenben már nem bővül σ-halmaz új uniókkal és komplementerekkel, tehát zárt a kívánt halmazműveletekre. Viszont ha valódi tartalmazás áll fenn, az épp azt jelenti, hogy a mondott tulajdonságú Sq halmaz létezik, azaz van olyan Sq, ami σq(R) eleme, de σr(R)-nek nem. Ekkor a fenti tartalmazási reláció miatt S egyik r-nél kisebb rendszámú σ-halmaznak sem eleme. Tehát tekintsük az összes Sq halmazt! Rendeljük hozzá mindegyikhez a hozzá tartozó rendszámot (Sq-hoz a q-t)! Így egy f hozzárendelést, ún. operációt kapunk. A pótlás axiómája miatt, amely szerint egy halmazon értelmezett operáció értékkészlete is halmaz, ha az Sq-k sokasága halmaz lenne, akkor a rendszámok sokasága is halmaz lenne, viszont ez utóbbi nem az. Ebből következően az Sq-k sokasága nem halmaz. Viszont mindegyik eleme a σ(R) halmaznak, tehát a sokaság egy halmaz részosztálya, ami halmaz kellene, hogy legyen (ez lényegében a részhalmaz-axióma következménye). Ez ellentmondás, amely ama feltételezésből következik egyenesen, hogy nem létezik lezárási rendszám. Az ellentmondás feloldása, hogy a feltételezés hamis, és mégiscsak létezik egy lezárási rendszám. ■ QED.

## Motiváció
A fenti tétel – amely tkp. „konstruktív” abban a tág értelemben, hogy direkt módon előállít egy σ-algebrát halmazelméleti eszközökkel – mégis sajátosan „inkonstruktív” abban az értelemben, hogy szinte semmit nem mond a belső struktúráról, az elemek egymáshoz való viszonyáról; azaz magát a σ-algebrát „megkonstruálja”, de az elemeit nem. Ha általánosan, specializáció nélkül vizsgáljuk a σ-algebrákat, akkor meg is kell nyugodnunk ebben:

„Világosan kell látni, hogy a σ(G) halmazait a G-ből általában közvetlenül nem tudjuk „előállítani”, vagyis nem tudjuk megmondani, hogy egy B∈σ(G) halmazműveletekkel miként áll elő G-beli elemekből. A generált σ-algebráról tudjuk, hogy van, de „belülről” nem tudjuk, pontosabban egyszerűen nem tudjuk, illetve ezért nem is akarjuk, felépíteni. […] Míg például a lineáris terek, vagy a konvex halmazok, vagy a topologikus terek esetén a generált struktúra igen egyszerűen, egy vagy két lépésben leírható a generáló halmazok segítségével, addig a generált mérhető halmazok struktúrája igen bonyolult, és miként alább jelezni fogjuk, csak transzfinit konstrukcióval állítható elő a kiinduló halmazokból. A generált σ-algebrához naivan közelítve úgy gondolhatnánk, hogy a G elemeiből képezett megszámlálható metszeteket, és ezek komplementereit elegendő venni. Lineáris terek esetén a generáló vektorok lineáris kombinációi már ki is adják a lineáris teret, vagy a topologikus térre, ha az alaphalmazt is hozzávesszük, elegendő venni a véges metszetekből képzett egyesítéseket. A generált σ-algebra esetében a helyzet jóval bonyolultabb, ugyanis a megszámlálható egyesítés és komplementer képzésből kapott halmazok nem adják ki a generált σ-algebrát.”

– Medvegyev Péter,  
 Valószínűségszámítás. 
 Aula Kiadó Kft., Budapest, 2002; I. köt. 27-29. o.

Emiatt, mely tulajdonság más struktúrákhoz (pl. a generált algebrai részstruktúrák) képest szokatlan jellemzője a σ-algebráknak, ad hoc általában már egy halmazalgebrát is nehéz elkészíteni, nemhogy egy erősebb követelményeket kívánó σ-algebrát; mondjuk ha veszünk néhány halmazt, és egy olyan algebrát akarunk, ami ezeket tartalmazza; különösen ha nem diszjunkt halmazokból indulunk ki, hiszen figyelni kell arra, hogy a tagok megszámlálható uniója, komplementere (ebből következően, a metszetük, különbségük) eleme legyen az algebrának – csakhogy erre nem is olyan könnyű „figyelni”, mert a szükséges műveletek túlhaladhatják a finit konstrukciók kereteit.
Ez az egyik ok, ami miatt nehéz „frappáns”, explicite konstruktív módon (pl. elemeinek „felsorolásával”), azaz másképp, mint a generálási tételre hivatkozva, definiálni egy-egy adott σ-algebrát. Bár egy adott σ-algebra esetén egy adott P(Ω)-beli részhalmazról általában könnyen eldönthető, mérhető-e vagy sem (pl. adott függvényről, hogy Riemann-Darboux- vagy Lebesgue-integrálható-e, vagy adott alakzatról, hogy van-e területe), mégis, általában igen nehéz jól kezelhető, karakterisztikus kritériumot adni annak eldöntésére, hogy mely részhalmazok mérhetőek. Ha már a sok tekintetben „legkézenfekvőbb”, legszűkebb σ-algebrák szerkezete is bonyolult, akkor logikusan még nehezebb általában a σ-algebrák elemeinek karakterizálása.
Összefoglalva, általában nem olyan könnyű megmondani, hogy egy néhány halmazból építeni kezdett σ-algebrának konkrétan mi az összes eleme, ennek ellenére mégis nyugodtan beszélhetünk olyan σ-algebráról, ami tartalmazza az általunk kiválasztott halmazokat, hiszen a generált σ-algebra mindig létezik.

## További tételek

### Monotonitási tétel
⊆-monotonitás: A generátorrendszer bővítése a generátumot is bővíti, azaz:

Ha A és B az Ω feletti halmazrendszerek, és A⊆B, akkor σ(A)⊆σ(B). Speciálisan, σ(A)⊆σ(A∪B), sőt, ha {Ai}i∈I∈IP(P(Ω)) az Ω feletti halmazrendszerek (v. hz.családok) egy tetszőleges családja, akkor {\displaystyle \sigma \left(A_{i}\right)\subseteq \sigma \left(\bigcup _{i\in I}A_{i}\right)} (bármely i∈I esetén- I valamilyen indexhalmaz).
Bizonyítás: σ(A) azon Ω feletti σ-algebrák metszete, melyeknek A részhalmaza, míg σ(B) azoké, melyeknek B a részhalmaza – de ekkor A⊆B miatt mindegyik utóbbinak A is részhalmaza. Vagyis ha X∈σ(A), az pontosan azt jelenti, hogy X eleme minden, az A-t részként tartalmazó σ-algebrának; na de ilyenek azok is, amelyek B-t tartalmazzák részként, mert ezek B egy részét, A-t is tartalmazzák részként. Ergo, X eleme minden, a B-t részként tartalmazó σ-algebrának, vagyis a metszetüknek is, vagyis σ(B)-nek. ■ QED

### Lezárás
Tétel: Definiáljuk tetszőleges Ω halmaz esetén a következő ψ függvényt:
Ezzel az előírással ψ(X) egy lezárási operátor P(P(Ω))-n.
Bizonyítás: 1). Definíció szerint ψ(∅)=∅; 2). X⊆σ(X), hiszen σ(X) def. szerint a legszűkebb σ-algebra, aminek az X része; 3. Az üreshalmazra ψ(ψ(∅))=ψ(∅)=∅, ha meg X≠∅, akkor ψ(ψ(X)) = σ(σ(X)) = σ(X) = ψ(X). Már az első egyenlőségnél is felhasználtuk, hogy σ(X)≠∅, ami valóban teljesül, hiszen egy σ-algebra sosem üres. ■ QED

### A generált algebra a megszámlálható részcsaládok generátumai uniója
A következő (a fent vázolt probléma kezeléséhez vajmi kevés segítséget nyújtó) tétel egy halmazcsalád generálta σ-algebrát a megszámlálható részcsaládok által generált algebrák uniójaként állítja elő:
Tétel: ha G tetszőleges Ω feletti halmazcsalád, akkor a σ(G) generált σ-algebra megegyezik a G összes megszámlálható részcsaládjai által generált σ-algebrák egyesítésével, azaz:
Bizonyítás: legyen a fenti képletben szereplő unióhalmaz röviden U! Többé-kevésbé nyilvánvaló, hogy a megszámlálható részcsaládok generátumai elemei a generált σ-algebrának (az unió-zártság miatt ezek uniója, meg azok komplementere is eleme a generált algebrának, tehát a generátumok összes eleme benne kell hogy legyen σ(G)-ben, tehát a generátumok U uniója része kell hogy legyen a generált σ-algebrának; azaz U⊆σ(G). Elegendő tehát belátni, hogy
1. ezen unió tartalmazza a G összes elemét
2. ezen unió maga is egy σ-algebra;

Ha az 1. és 2. igaz, akkor az U unió a G-t tartalmazó σ-algebra, és ekkor a σ(G) generált algebra mint az összes G-t tartalmazó σ-algebra metszete, automatikusan része U-nak: σ(G)⊆U, ezt a fentebbi U⊆σ(G) megállapítással összevetve, U=σ(G).
Az 1. részállítás bizonyítása: természetesen igaz, hiszen G megszámlálható részrendszereinek generátumai a G eme részrendszereinek minden elemét tartalmazzák (hiszen egy generált algebrában a generáló halmazok is benne vannak), és mivel az unió indexe az összes részrendszeren végigfut, ezért G minden eleme sorra kerül mint valamely megszámlálható generátorrendszer egy-egy tagja, összességében az unió G minden taghalmazát tartalmazza.
A 2. részállítás bizonyítása a komplementer- és uniózártság megmutatásával történik. Ha A∈P(Ω) eleme az U-nak, azaz eleme valamelyik generátumnak, akkor a komplementere is – mivel a generátumok mind σ-algebrák, tehát komplementum-zártak – tehát eleme az U uniónak. Tegyük fel továbbá, hogy {Ai}i∈N egy megszámlálható halmazcsalád U-ból, tehát mindegyik eleme valamelyik generátumnak, mondjuk az Ai-t tartalmazó generátum legyen Gi = σ{F1,i, F2,i, …}. Ekkor egy előző tétel miatt a generátumok generálórendszereinek egyesítése által generált σ-algebrának (legyen ez S) részhalmaza lesz az összes generátum, de mivel minden Ai meg eleme egy generátumnak, ezért eleme lesz S-nek is, azaz az {Ai}i∈N rendszer mint halmaz részhalmaza lesz S-nek – de mivel eme S σ-algebra, ezért zárt a megszámlálható {Ai}i∈N rendszer (megszámlálható sok tagú) egyesítésére, tehát ez utóbbi unió eleme lesz a generátorrendszerek uniója által generált algebrának.
Érthetőbben arról van szó, hogy tetszőleges i∈N-re
és innen
Mármost az a szerencse, hogy mindegyik generátorrendszer lf. megszámlálható volt, ezért ezek rendszerének egyesítése (azaz S generátorrendszere) is megszámlálható (lf. megszámlálható sok tagot tartalmazó Gi halmazok unióját képeztük, de a Gi-kből is csak megszámlálható volt, tehát megszámlálható sok lf. megszámlálható halmaz uniója – ami maga is megszámlálható – generálja S-t), tehát a generátorrendszerek uniója által generált algebra maga is tagja az U uniónak, tehát az ∪i∈N{Ai}i∈N halmaz eleme U-nak. ezzel beláttuk, hogy U zárt a megszámlálható egyesítésre, vagyis σ-algebra. ■ QED

### Egy számossági tétel
Tétel: Ha R az Ω halmaz feletti legfeljebb kontinuum (c := |R|) számosságú halmazcsalád, akkor a σ(R) generált σ-algebra számossága is legfeljebb kontinuum. Azaz
Bizonyítás: legyen R tetszőleges halmazcsalád, melyre |R|≤c. Ekkor
| \|c(R)\| := \|{X∈P(Ω) \| Ω\X = R∈R{\| ≤ c;                             |
| \|u(R)\| := \|{ Z∈P(Ω) \| (∃A∈P(P(Ω)) :( Z=∪(A) ∧ \|A\|≤χ0 ) }\| ≤ c . |

Ugyanis az R és a c(R) között a κ(X): R→c(R); κ(X) := Ω\X leképezés bijektív, ugyanis c(R) definíciója szerint minden képelemnek van ősképe (az Y-nak Ω\Y, mert Ω\(Ω\Y)=Y), továbbá injektív a függvény: ha A,B∈R, akkor κ(A)=κ(B) esetén A=B; hiszen ha Ω\A = Ω\B =C, akkor Ω\C = A is meg Ω\C = B is, és így A=B=Ω\C. A bijektív megfeleltetés miatt |R|=|c(R)|, mindkettő c számosságú.
Továbbá u(R) az R összes megszámlálható részcsaládjai uniójának halmaza. u(R)-beli unióhalmaz tehát legfeljebb annyi van, ahány megszámlálható részhalmaza van egy legfeljebb kontinuum számosságú halmaznak. E „szám” pedig éppen c. Ezért |u(R)|c.
Alkalmazzuk a transzfinit rekurzív konstrukciót. A σ0(R) σ-halmazra teljesül az állítás, és ha teljesül valamely ρ rendszámra, hogy |σρ(R)|≤c, akkor:
|σρ+1(R)| := | {σr(R)}∪{c(σr(R))} ∪ { u({σr(R)}∪{c(σr(R))}) }| = |{σρ(R)}|+|{c(σρ(R))}| + |{u({σρ(R)}|∪|{c(σρ(R))})| }; ≤ c + c + c = 3c = c; azaz |σρ+1(R)|≤c.
Legyen most λ egy limesz-rendszám. A transzfinit indukciós bizonyítás ezeknél megakad, mert a σ-halmazokat nem egészen úgy képezzük, mint a többi rendszámra, hanem először összeunionáljuk az összes előző σ-halmazt, mely uniót σ<λ(R) jelölt. Ilyenkor azonban mindig mindig legfeljebb megszámlálható sok σ-halmazt unionálunk össze. Az első limesz-rendszám ω, és mivel az ennél kisebb rendszámok halmaza megszámlálható, a σ<ω(R), mint megszámlálható sok legfeljebb kontinuum számosságú halmaz uniója, legfeljebb kontinuum számosságú. Legyen λ- a λ-t megelőző limesz-rendszám. Tegyük fel (indukciós feltevés), hogy σλ-(R) legfeljebb kontinuum. Ekkor – hasonlóan a fent már belátott egyenlőtlenségekhez – a λ- és λ közti valamennyi σ-halmaz legfeljebb kontinuum számosságú. Ekkor ezeknek az I = {x | x rendszám, λ-≤x<λ} megszámlálható indexhalmazon (hiszen két egymáshoz legközelebbi limesz-rendszám közt tényleg csak megszámlálható rendszám van) vett uniója is megszámlálható. Továbbá nyilvánvalóan
mely unió mindkét tagja legfeljebb kontinuum az eddigiek szerint, tehát maga az unió is legfeljebb kontinuum számosságú.
A transzfinit indukció tételére hivatkozva, a σ-halmazok bármely rendszámra legfeljebb kontinuum számosságúak. ■ QED.

## Példák

### A teljes algebra
Tetszőleges Ω halmaz felett érvényes σ{∅} = σ{Ω} = σ{∅,Ω} = {∅, Ω}, vagyis az üres halmaz, a tartóhalmaz, sőt e kettő együtt is, a triviális avagy minimális σ-algebrát generálja.

### Az „elemi események” által generált algebra
Tétel: Tetszőleges Ω halmaz egyelemű halmazainak („elemi események”) Ω1 := { {ω} | ω∈Ω} =: {R ∈ P(Ω) | |R|=1} családját véve, az ez által generált σ-algebra az Ω azon részhalmazainak családja lesz, melyek vagy maguk megszámlálhatóak (tehát végesek vagy megszámlálhatóan végtelenek), vagy a komplementerük megszámlálható (vagy mindkettő).
Valóban, a σ-algebrák zártak a megszámlálható egyesítésre, tehát Ω megszámlálható részhalmazai – amelyek előállnak az egyelemű halmazok megszámlálható egyesítéseként – biztosan elemei lesznek a generált σ-algebrának. Ezek komplementerei is elemei a σ-algebrának, s ezek azon Ω-beli részhalmazok, melyek komplementere megszámlálható.
Fordítva, az ilyen halmazok (tehát a megszámlálhatóak vagy megszámlálható komplementerűek) σ-algebrát alkotnak. Legyen ezek halmaza M.
1. M nem üres, hiszen ∅∈M, lévén az üres halmaz megszámlálható;
2. M zárt a komplementerképzésre, hiszen ha R∈M, akkor vagy megszámlálható – ekkor komplementere: megszámlálható komplementerű; vagy megszámlálható komplementerű – ekkor komplementere: megszámlálható.
3. M zárt a megszámlálható unióképzésre. Valóban, legyen R = {Ri}i∈N = {R1, R2, …, }∈NP(Ω) az Ω egy megszámlálható halmazrendszere, és legyen U = ∪(R)! Az unió művelet (nemcsak véges rendszerekre érvényes) kommutativitása miatt az U halmazt megkaphatjuk, ha képezzük R azon Q és W részrendszereit, ahol Q a megszámlálható és W a megszámlálható komplementerű részhalmazokat tartalmazza (ezek nem diszjunktak, de ez nem is szükséges végső soron az unió idempotens tulajdonsága miatt), majd egyesítjük őket. Tehát U = ∪(Q)∪∪(W). Mármost állítjuk, U maga is M-beli: megszámlálható vagy legalább a komplementere az. Belátjuk, hogy az utóbbi eset érvényes. Ugyanis ∪(W) = ∩(W) (ahol (W) itt a W komplementereiből álló h.rendszert jelöli) megszámlálható sok megszámlálható komplementerű halmaz komplementereinek metszete: szintén megszámlálható. Ezért képezve ennek metszetét – a jelen szempontból teljesen mindegy, milyen számosságú – ∪(Q) halmazzal, az is megszámlálható lesz. Tehát ∪(Q)∩∪(W) = ∪(Q)∪∪(W) megszámlálható, mert előáll olyan metszetként, melynek egyik tényezője megszámlálható. Ezért ∪(Q)∪∪(W) megszámlálható komplementerű, azaz M-beli. ■ QED.

Ha |Ω|≤|N|; akkor σ(Ω1) = P(Ω) teljesül (egy megszámlálható halmaz egyelemű halmazainak megszámlálható egyesítésével előáll minden részhalmaza); egyébként nem feltétlenül. Mivel a generált algebra a megszámlálható vagy megszámlálható komplementerű részhalmazok családja, ha Ω-nak van olyan A∈P(Ω) részhalmaza, mely maga sem megszámlálható, sem komplementere nem az, akkor A nem lehet eleme a generált algebrának. Például az Ω = R halmaznak van ilyen részhalmaza, mondjuk bármely (nem-elfajuló) intervallum.
Ennek eredményeképp, |σ(Ω1)| számossága az Ω megszámlálható részhalmazainak számosságával egyenlő, ami:
- ha |Ω| < א0, akkor |σ(Ω1)| = 2|Ω|
- ha |Ω| = א0, akkor |σ(Ω1)| = א0;
- ha |Ω| = c, akkor |σ(Ω1)| = c;

### A Borel-algebrák
Fő szócikk: Borel-algebra
1. definíció: Legyen (Ω T) egy topologikus tér, ekkor a σ(T) generált σ-algebrát (Borel-féle halmaztestet) az Ω feletti Borel-algebrának mondjuk, és {\displaystyle {\mathcal {B}}(\Omega )}-val jelöljük. Elemeit az (Ω T) Borel-halmazainak mondjuk.
Létezik egyébként egy ezzel nem ekvivalens definíció:
2. definíció: Legyen (Ω T) egy topologikus tér, és legyen a T kompakt halmazainak halmaza C! Ekkor a σ(C) generált σ-algebrát (Borel-féle halmaztestet) az Ω feletti (kompakt) Borel-algebrának mondjuk, és {\displaystyle {\mathcal {B}}_{c}(\Omega )}-val jelöljük.
A valószínűségszámításban (konkrétabban, a valószínűségi változó definíciójában) fontos szerepet játszanak az Rn-en értelmezett hagyományos topológia (egy halmaz nyílt, ha nem tartalmazza egyetlen határpontját sem; i. e. minden pontja belső pont) Borel-halmazai. Ezen algebra egyik kézenfekvő generátorrendszere egydimenziós esetben (n=1) az összes (a,b) nyílt intervallum halmaza, többdimenziós esetben pedig vehetjük az ilyen intervallumok direkt szorzatait (n dimenzió esetén az (a,b)n halmazokat).

### A Baire-algebrák
Fő szócikk: Baire-algebra
Legyen τ = (Ω T) egy topologikus tér, és jelölje a f∈ΩR folytonos függvények halmazát (azaz az f: Ω→R alakúakét, amelyek folytonosan képezik (Ω T)-t az R-be) C(τ)! A C(τ) „kompakt burkát” (f∈ΩR azon legszűkebb részhalmazát, mely tartalmazza C(τ)-t és sorozatkompakt, azaz a pontonkénti  határértékképzésre zárt) jelölje b(C(τ)), ennek elemeit a τ tér Baire-függvényeinek nevezzük. Ekkor a Ba(τ) := σ(B∈P(Ω) | χB ∈ b(C(τ)) ) generált algebra elemeit a τ tér Baire-halmazainak nevezzük, magát az algebrát a tér feletti Baire-algebrának (χB a B halmaz Ω feletti karakterisztikus függvénye). Vagyis a Baire-halmazok a Baire-függvény karakterisztikus függvényű halmazok által generált algebra elemei.

### Lásd még
- σ-algebra